# Neosphaeroma laticaudum
Neosphaeroma laticaudum is een pissebed uit de familie Sphaeromatidae. De wetenschappelijke naam van de soort is voor het eerst geldig gepubliceerd in 1901 door Whitelegge.